# Cratzenbach
Cratzenbach ist ein Ortsteil der Gemeinde Weilrod im südhessischen Hochtaunuskreis.

## Geographie
Cratzenbach liegt im Östlichen Hintertaunus im Naturpark Taunus. Die Gemarkung befindet sich in einer Höhenlage von 320 bis 500 m ü. NN. Nachbarorte sind Hasselbach (nordwestlich), Rod an der Weil (nördlich), Neuweilnau (südöstlich) und Riedelbach (südlich).

## Geschichte

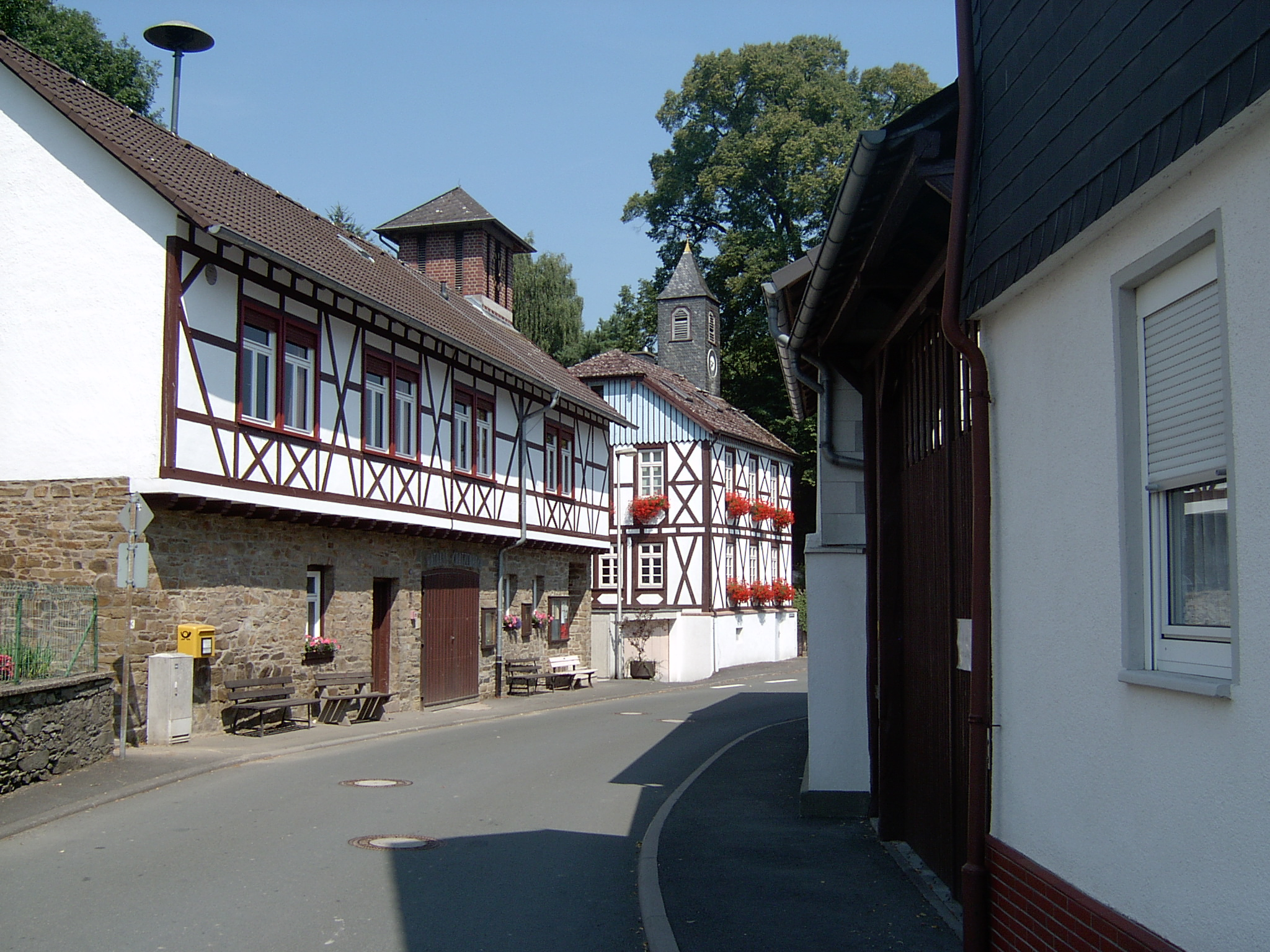
Rathaus und Alte Schule

### Ortsgeschichte
Die älteste bekannte schriftliche Erwähnung von Cratzenbach erfolgte unter dem Namen Crazzebahc nach 1120. Die nächste bekannte Erwähnung als Crassinbach stammt aus dem Jahr 1412.
1669 wurde das Dorf dem neu gegründeten Amt Usingen zugeordnet. Der größte Teil der Gemarkung war damals ein fürstliches Hofgut. 1770 verkaufte Fürst Carl von Nassau-Usingen das Hofgut mit allem Land und den Gebäuden an das Dorf Cratzenbach. 1827 wurde der erste eigene Friedhof angelegt. Die (heute unter Denkmalschutz stehende) Schule wurde 1862 gebaut und bis 1964 von den Cratzenbacher Kindern besucht. Heute besuchen die Kinder die vom Architekten Bernd Mey entworfene „Grundschule im Weiltal“ in Rod an der Weil. Das ehemalige Rathaus neben der Schule ist seit 1957 Dorfgemeinschaftshaus.
Hessische Gebietsreform (1970–1977)
Im Zuge der Gebietsreform in Hessen fusionierten zum 31. Dezember 1971 die Gemeinde Rod an der Weil mit den dahin ebenfalls selbstständigen Gemeinden Cratzenbach, Gemünden und Winden zur erweiterten Gemeinde Rod an der Weil. Am 1. August 1972 wurde sie kraft Landesgesetz mit mehreren anderen Gemeinden zur Gemeinde Weilrod zusammengeschlossen. Damit verbunden war der Wechsel in den neu gegründeten Hochtaunuskreis. Für alle ehemals eigenständigen Gemeinden von Weilrod wurde je ein Ortsbezirk gebildet.

### Verwaltungsgeschichte im Überblick
Die folgende Liste zeigt die Staaten und Verwaltungseinheiten, denen Cratzenbach angehört(e):
- vor 1806: Heiliges Römisches Reich, Grafschaft/Fürstentum Nassau-Usingen, Amt Usingen[Anm. 2]
- ab 1806: Herzogtum Nassau, Amt Usingen[Anm. 3]
- ab 1816: Herzogtum Nassau, Amt Usingen
- ab 1849: Herzogtum Nassau, Kreisamt Idstein[Anm. 4]
- ab 1854: Herzogtum Nassau, Amt Usingen
- ab 1867: Königreich Preußen,[Anm. 5] Provinz Hessen-Nassau, Regierungsbezirk Wiesbaden, Obertaunuskreis[Anm. 6]
- ab 1871: Deutsches Reich, Königreich Preußen, Provinz Hessen-Nassau, Regierungsbezirk Wiesbaden, Obertaunuskreis
- ab 1918: Deutsches Reich (Weimarer Republik), Freistaat Preußen, Provinz Hessen-Nassau, Regierungsbezirk Wiesbaden, Obertaunuskreis
- ab 1886: Deutsches Reich, Königreich Preußen, Provinz Hessen-Nassau, Regierungsbezirk Wiesbaden, Kreis Usingen
- ab 1932: Deutsches Reich, Königreich Preußen, Provinz Hessen-Nassau, Regierungsbezirk Wiesbaden, Obertaunuskreis
- ab 1933: Deutsches Reich, Königreich Preußen, Provinz Hessen-Nassau, Regierungsbezirk Wiesbaden, Landkreis Usingen
- ab 1944: Deutsches Reich, Freistaat Preußen, Provinz Nassau, Landkreis Usingen
- ab 1945: Amerikanische Besatzungszone, Groß-Hessen, Regierungsbezirk Wiesbaden, Landkreis Usingen
- ab 1946: Amerikanische Besatzungszone, Land Hessen, Regierungsbezirk Wiesbaden, Landkreis Usingen
- ab 1949: Bundesrepublik Deutschland, Land Hessen, Regierungsbezirk Wiesbaden, Landkreis Usingen
- ab 1968: Bundesrepublik Deutschland, Land Hessen, Regierungsbezirk Darmstadt, Landkreis Usingen
- ab 1971: Bundesrepublik Deutschland, Land Hessen, Regierungsbezirk Darmstadt, Landkreis Usingen, Gemeinde Rod an der Weil[Anm. 7]
- ab 1972: Bundesrepublik Deutschland, Land Hessen, Regierungsbezirk Darmstadt, Hochtaunuskreis, Gemeinde Weilrod[Anm. 8]

## Bevölkerung

### Einwohnerstruktur 2011
Nach den Erhebungen des Zensus 2011 lebten am Stichtag, dem 9. Mai 2011, in Cratzenbach 198 Einwohner. Darunter waren 6 (3,0 %) Ausländer.
Nach dem Lebensalter waren 36 Einwohner unter 18 Jahren, 81 zwischen 18 und 49, 39 zwischen 50 und 64 und 42 Einwohner waren älter. Die Einwohner lebten in 87 Haushalten. Davon waren 30 Singlehaushalte, 30 Paare ohne Kinder und 21 Paare mit Kindern, sowie 6 Alleinerziehende und keine Wohngemeinschaften. In 15 Haushalten lebten ausschließlich Senioren und in 60 Haushaltungen lebten keine Senioren.

### Einwohnerentwicklung
| Cratzenbach: Einwohnerzahlen von 1834 bis 2020 | Cratzenbach: Einwohnerzahlen von 1834 bis 2020 | Cratzenbach: Einwohnerzahlen von 1834 bis 2020 | Cratzenbach: Einwohnerzahlen von 1834 bis 2020 | Cratzenbach: Einwohnerzahlen von 1834 bis 2020 |
| --- | ---------------------------------------------- | ---------------------------------------------- | ---------------------------------------------- | ---------------------------------------------- |
| Jahr |                                                |                                                |                                                | Einwohner                                      |
| 1834 | 1834                                           |                                                | 111                                            | 111                                            |
| 1840 | 1840                                           |                                                | 120                                            | 120                                            |
| 1846 | 1846                                           |                                                | 120                                            | 120                                            |
| 1852 | 1852                                           |                                                | 124                                            | 124                                            |
| 1858 | 1858                                           |                                                | 124                                            | 124                                            |
| 1864 | 1864                                           |                                                | 132                                            | 132                                            |
| 1871 | 1871                                           |                                                | 125                                            | 125                                            |
| 1875 | 1875                                           |                                                | 132                                            | 132                                            |
| 1885 | 1885                                           |                                                | 131                                            | 131                                            |
| 1895 | 1895                                           |                                                | 116                                            | 116                                            |
| 1905 | 1905                                           |                                                | 139                                            | 139                                            |
| 1910 | 1910                                           |                                                | 128                                            | 128                                            |
| 1925 | 1925                                           |                                                | 135                                            | 135                                            |
| 1939 | 1939                                           |                                                | 138                                            | 138                                            |
| 1946 | 1946                                           |                                                | 191                                            | 191                                            |
| 1950 | 1950                                           |                                                | 176                                            | 176                                            |
| 1956 | 1956                                           |                                                | 150                                            | 150                                            |
| 1961 | 1961                                           |                                                | 147                                            | 147                                            |
| 1967 | 1967                                           |                                                | 175                                            | 175                                            |
| 1970 | 1970                                           |                                                | 159                                            | 159                                            |
| 1980 | 1980                                           |                                                | ?                                              | ?                                              |
| 1990 | 1990                                           |                                                | ?                                              | ?                                              |
| 1999 | 1999                                           |                                                | 184                                            | 184                                            |
| 2007 | 2007                                           |                                                | 221                                            | 221                                            |
| 2011 | 2011                                           |                                                | 198                                            | 198                                            |
| 2015 | 2015                                           |                                                | 213                                            | 213                                            |
| 2020 | 2020                                           |                                                | 211                                            | 211                                            |
| Datenquelle: Historisches Gemeindeverzeichnis für Hessen: Die Bevölkerung der Gemeinden 1834 bis 1967. Wiesbaden: Hessisches Statistisches Landesamt, 1968. Weitere Quellen: LAGIS; Gemeinde Weilrod; Zensus 2011 |                                                |                                                |                                                |                                                |

### Historische Religionszugehörigkeit
| • 1885: | 131 evangelische (= 100 %) Einwohner                               |
| • 1961: | 132 evangelische (= 89,80 %), 15 katholische (= 10,20 %) Einwohner |

## Politik
Ortsbeirat
Für Cratzenbach besteht ein Ortsbezirk (Gebiete der ehemaligen Gemeinde Cratzenbach) mit Ortsbeirat und Ortsvorsteher nach der Hessischen Gemeindeordnung.
Der Ortsbeirat besteht aus fünf Mitgliedern. Bei den Kommunalwahlen in Hessen 2021 betrug die Wahlbeteiligung zum Ortsbeirat 67,03 %. Dabei wurden gewählt: ein Mitglied der SPD und vier Mitglieder der „Freien Wählergemeinschaft“ (FWG). Der Ortsbeirat wählte Robert Scholz (FWB) zum Ortsvorsteher.

## Kultur und Sehenswürdigkeiten

### Kulturdenkmäler
Siehe Kulturdenkmäler in Cratzenbach

### Energie-Erlebnis-Tour Weilrod
Im Zusammenhang mit dem Windpark hat der Wiesbadener Projektentwickler ABO Wind 2015 die Energie-Erlebnis-Tour Weilrod eröffnet.
Der fünf Kilometer lange Rundweg beginnt und endet im Ortsteil Cratzenbach. Schautafeln, Spiel- und Quizstationen bieten Informationen zur Geschichte der Energienutzung sowie unterhaltende Elemente.

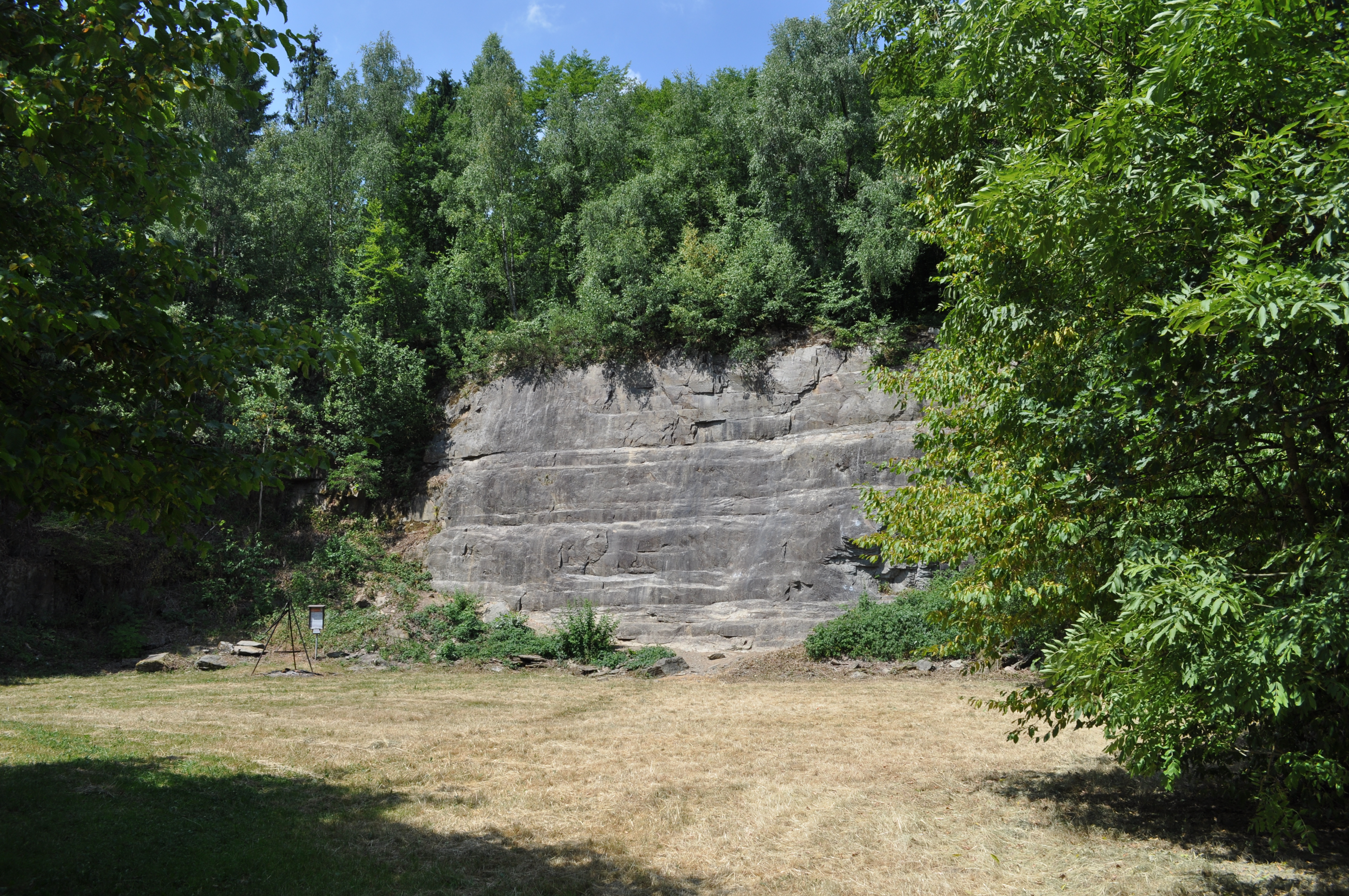
Klettergarten Cratzenbach

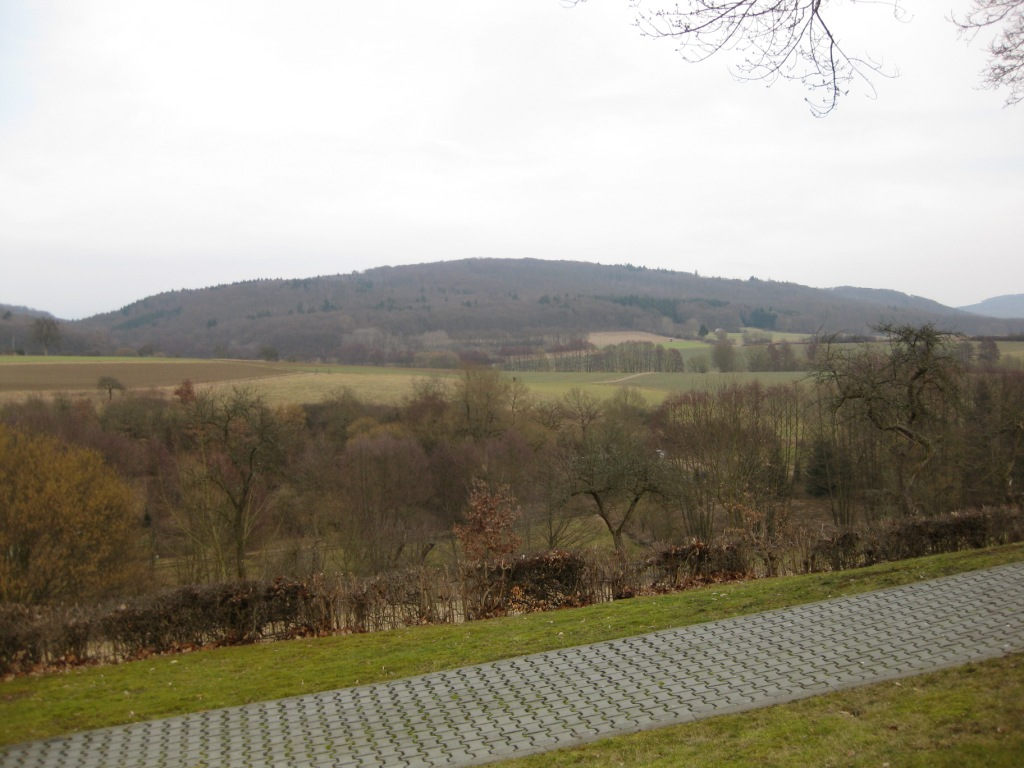
Mitte namenlose Erhebung (492 m), rechts dahinter der Sommerberg vom Dombachtal aus betrachtet mit dem Standort der Windkraftanlagen 1–3
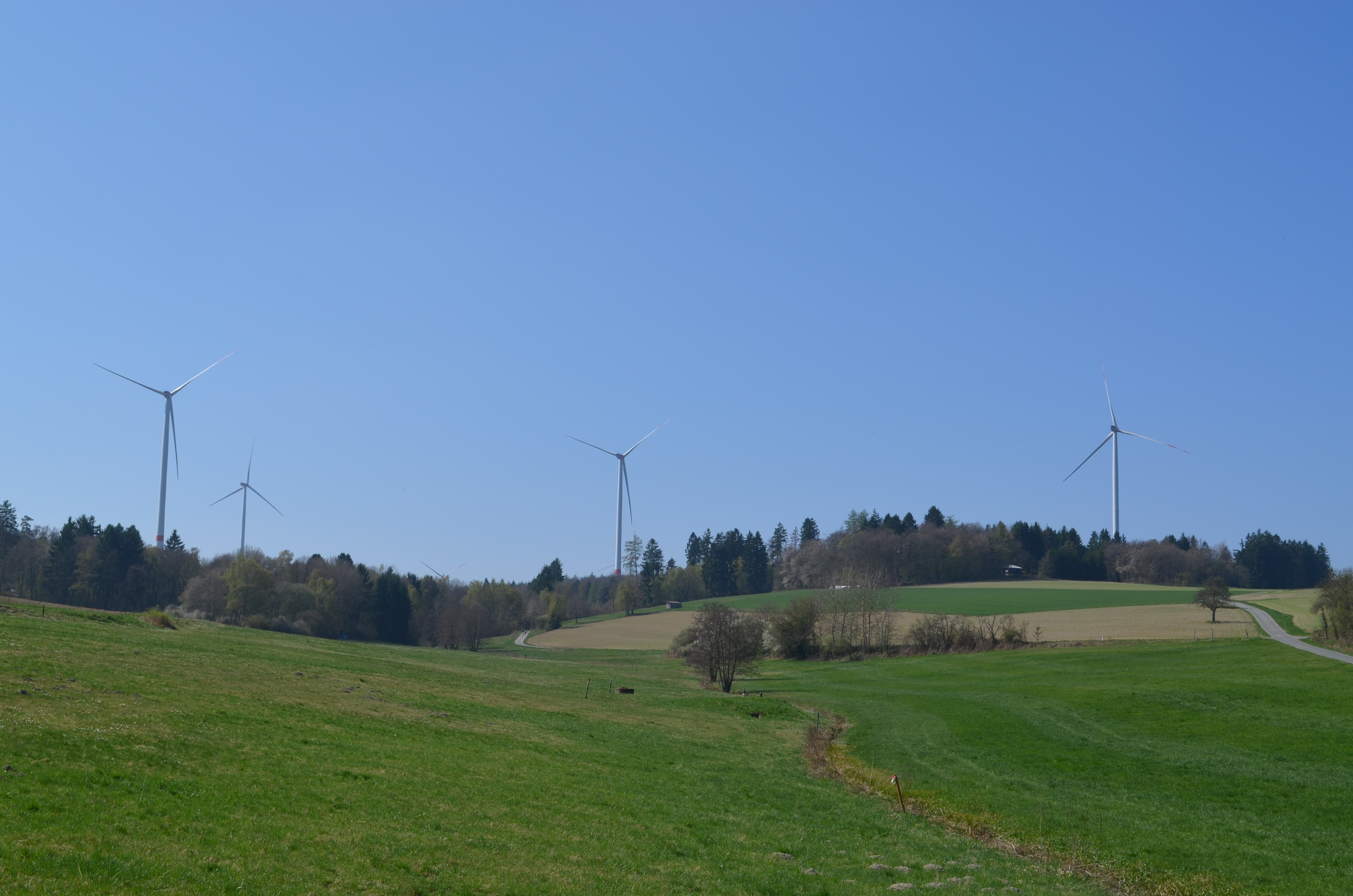
Windräder von Cratzenbach aus gesehen
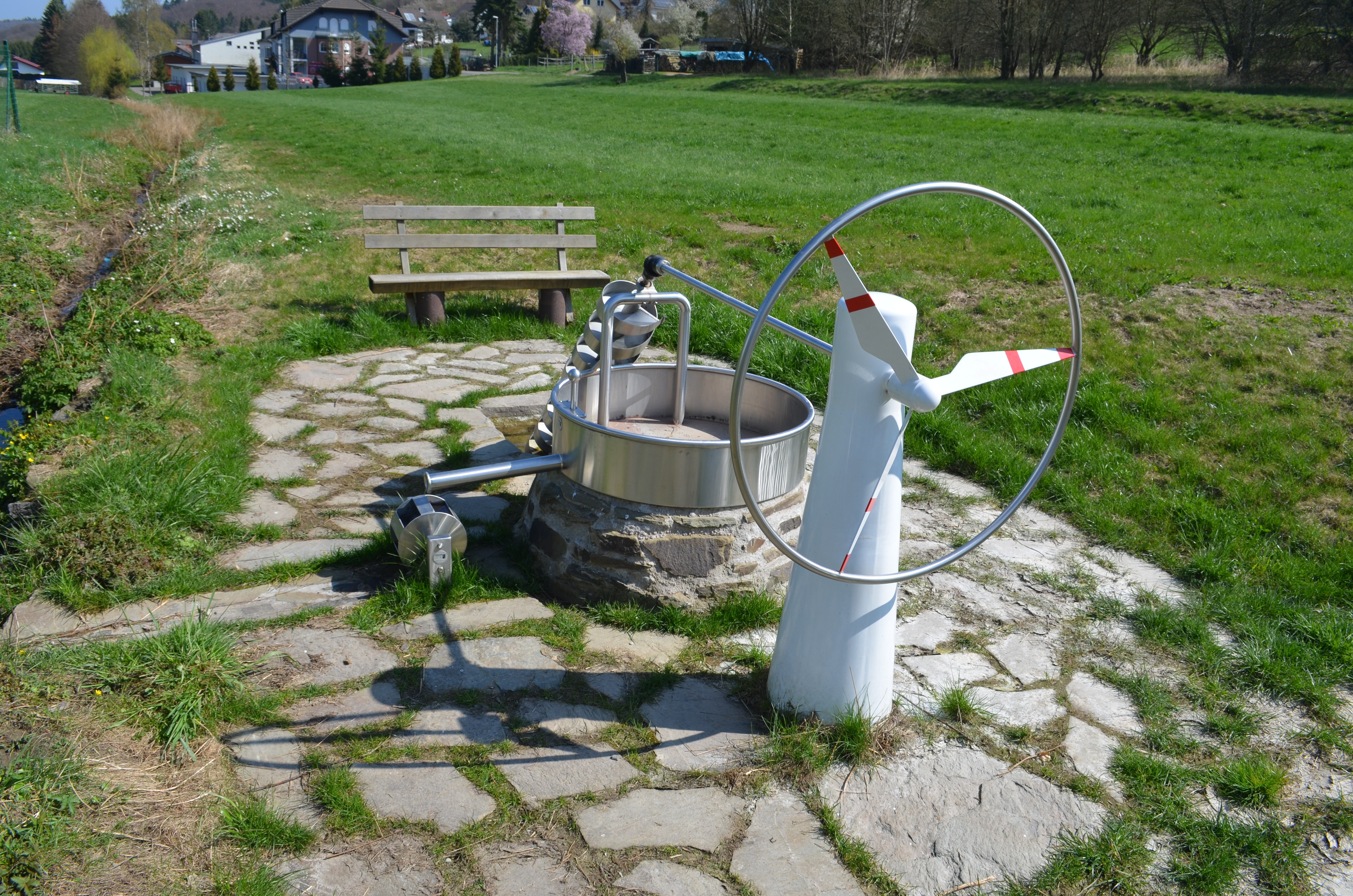
Modell eines Pumpspeicherkraftwerks, Teil der Energie-Erlebnis-Tour

### Klettergarten Cratzenbach
Vor dem Ortseingang liegt der alte Steinbruch des Dorfs. Der Abbau von Schiefer wurde aufgegeben. Heute dient die Anlage als Grillplatz des Naturparks Taunus. Die Steilwand des ehemaligen Steinbruchs wird vom Deutschen Alpenverein als Kletteranlage genutzt. Zu diesem Zweck sind Haken fest eingesetzt.

## Wirtschaft und Infrastruktur

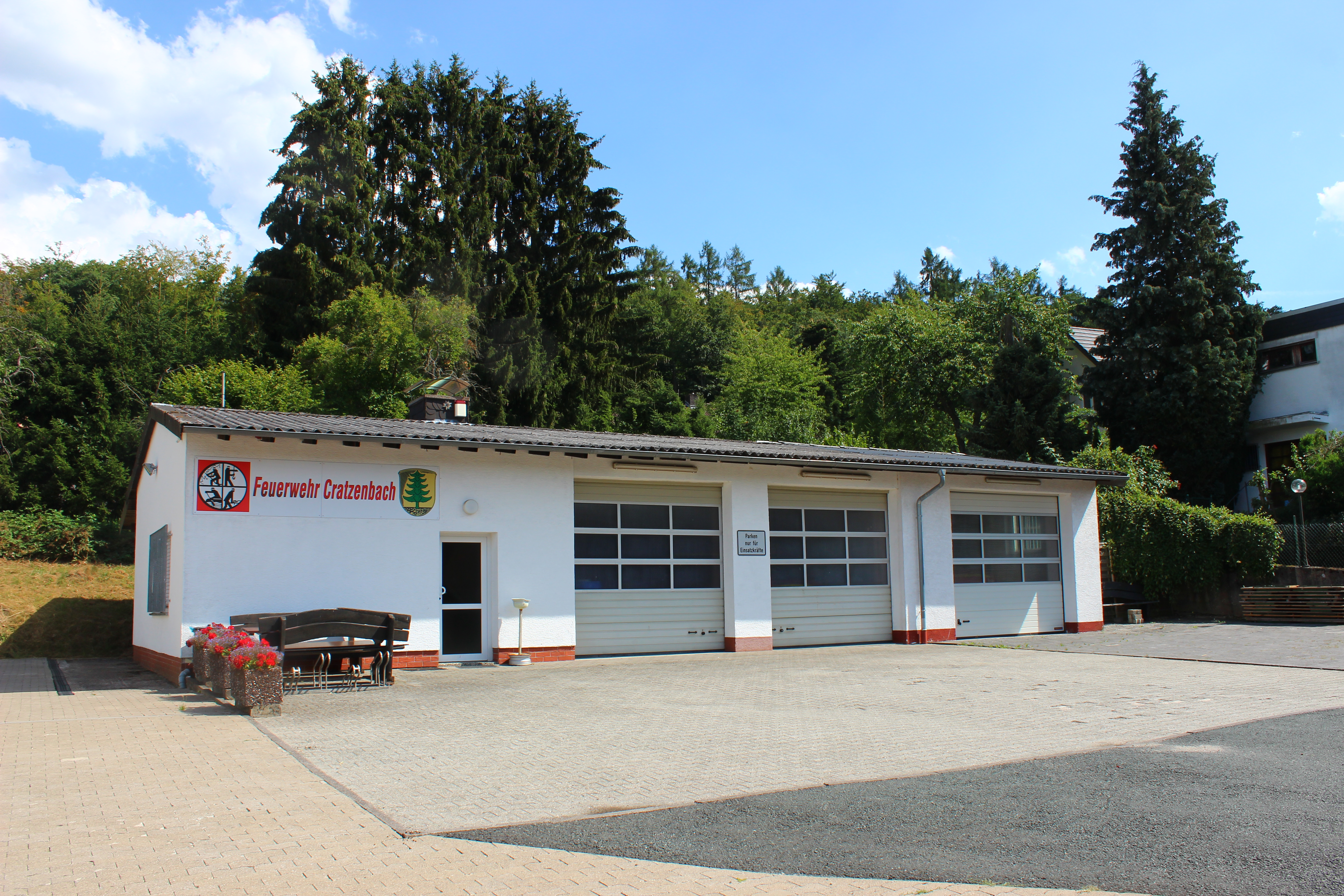

### Abwehrender Brandschutz
Die Freiwillige Feuerwehr Cratzenbach wurde 1933 gegründet.

### Windpark Weilrod
Auf der nordwestlich verlaufenden bewaldeten Feldberg-Langhals-Pferdskopf-Scholle, im Gebiet zwischen Riedelbach (südlich), Dombach (westlich) und Cratzenbach (nordöstlich), seitlich der althistorischen Rennstraße, hat der Projektentwickler ABO Wind 2014 einen Windpark geplant und errichtet. Die Bauarbeiten für die Errichtung der sieben Windkraftanlagen (WEA) des Typ Nordex N117/2400 vom Hersteller Nordex SE mit einer Maximalhöhe von 199 m begannen im Februar 2014. WEA 7 wurde etwa 900 Metern südöstlich des Eichelbacher Hof errichtet. Drei weitere WEA (1–3) wurden westlich in der Nähe des Daubhauses, welches in einem Nebental des Dombachtal liegt, errichtet. Für die Standorte dieser WEA mussten am Sommerberg größere Felsgrauwacken beseitigt werden.

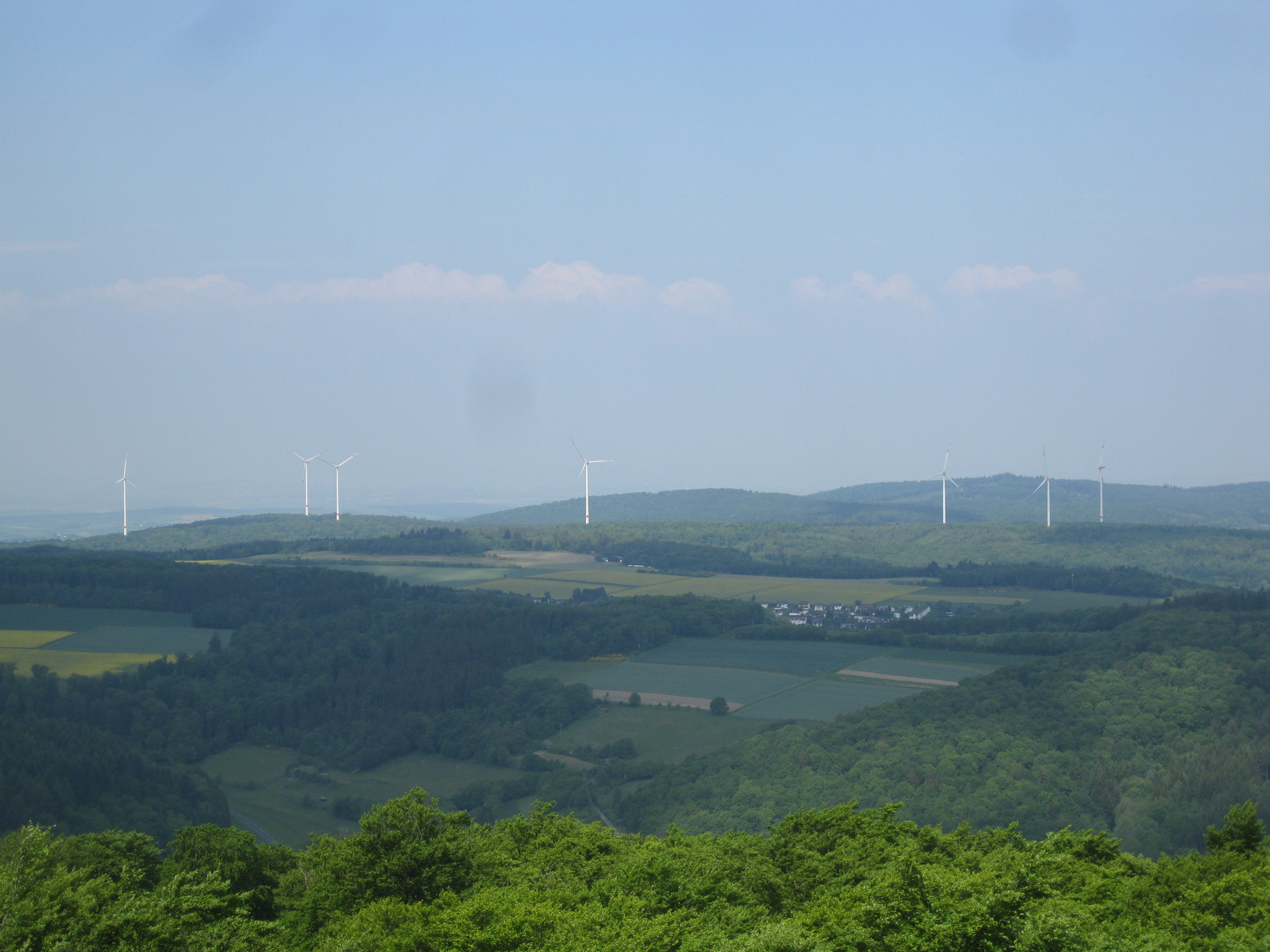
Windpark Weilrod vom Aussichtsturm Aussichtsturm Pferdskopf. Links der Sommerberg (drei WEA), dahinter der Stückelberg und das Kuhbett. Bildmitte Teilortsansicht von Riedelbach

Wie bei solchen Windenergieprojekten in Waldlandschaften üblich, wurden für die 7 WEA größere Waldflächen mit dem Einsatz von Holzvollernter entwaldet und anschließend gerodet. Weiterhin wurde die Rennstraße und seitlich abgehende vorhandene Waldwege für den Transport der Baumaterialien und Anlagenbauteile zu Baustraßen umgewandelt, sowie seitlich der angelegten Baustraßen die Erdkabel zu den einzelnen WEA verlegt.
Der Windpark gehört zu 80 Prozent der Wiesbadener ABO Invest AG, die sich als „Bürgerwindaktie“ vermarktet und an der nach eigenen Angaben rund 5.000 Aktionäre beteiligt sind. Die Ertragsdaten des Windparks Weilrod sind im Internet abrufbar. Laut Prognose soll der Windpark in einem durchschnittlichen Windjahr 49 Millionen Kilowattstunden Strom produzieren. 2015 wurde die Prognose knapp und 2016 deutlich verfehlt.